# Estação Plaza Aragón
A Estação Plaza Aragón é uma das estações do Metrô da Cidade do México, situada em Ecatepec de Morelos, entre a Estação Ciudad Azteca e a Estação Olímpica. Administrada pelo Sistema de Transporte Colectivo, faz parte da Linha B.
Foi inaugurada em 30 de novembro de 2000. Localiza-se na Avenida Carlos Hank González. Atende os bairros Ignacio Allende e Valle de Santiago. A estação registrou um movimento de 7.516.552 passageiros em 2016.